# Porsche Taycan
Porsche Taycan  — перший  електромобіль виробництва німецької компанії Porsche.

## Опис

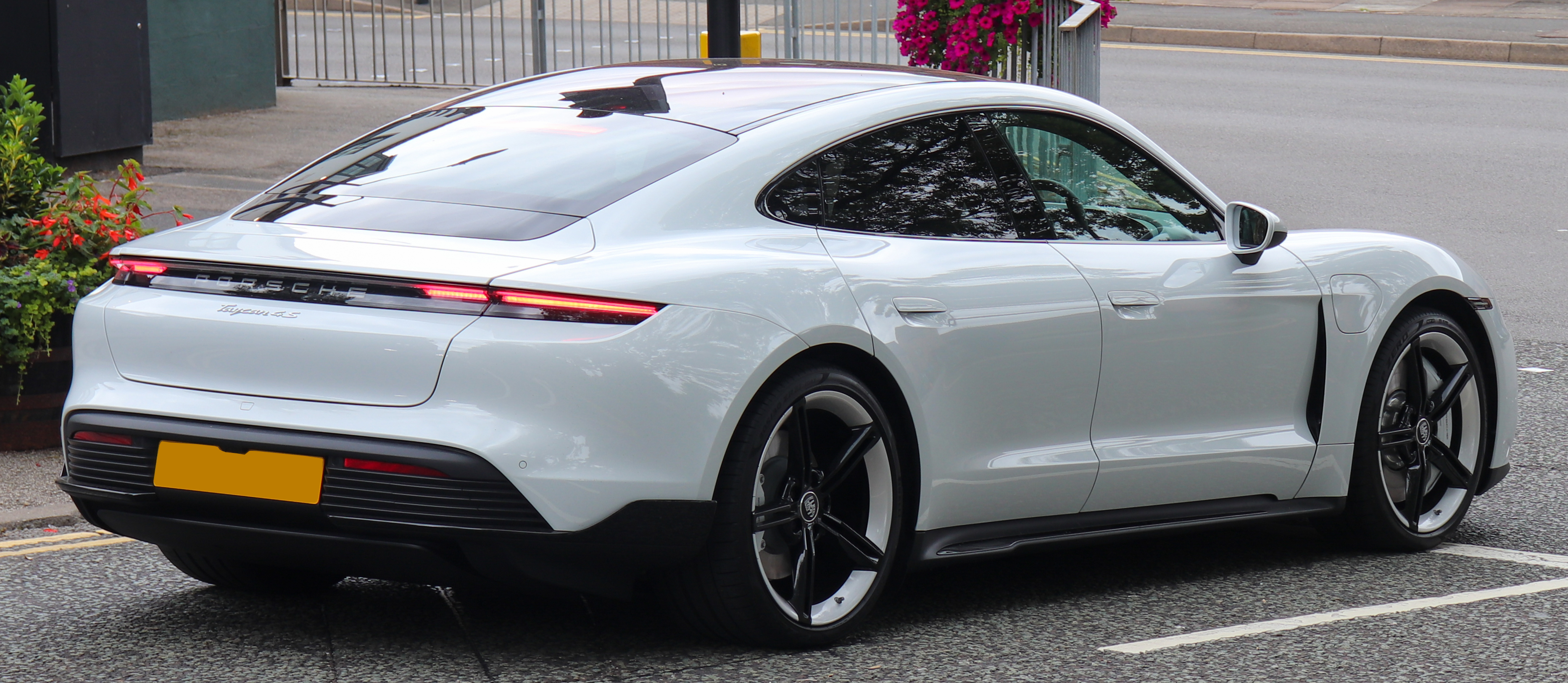
Porsche Taycan 4S 79kWh (2019-2024)

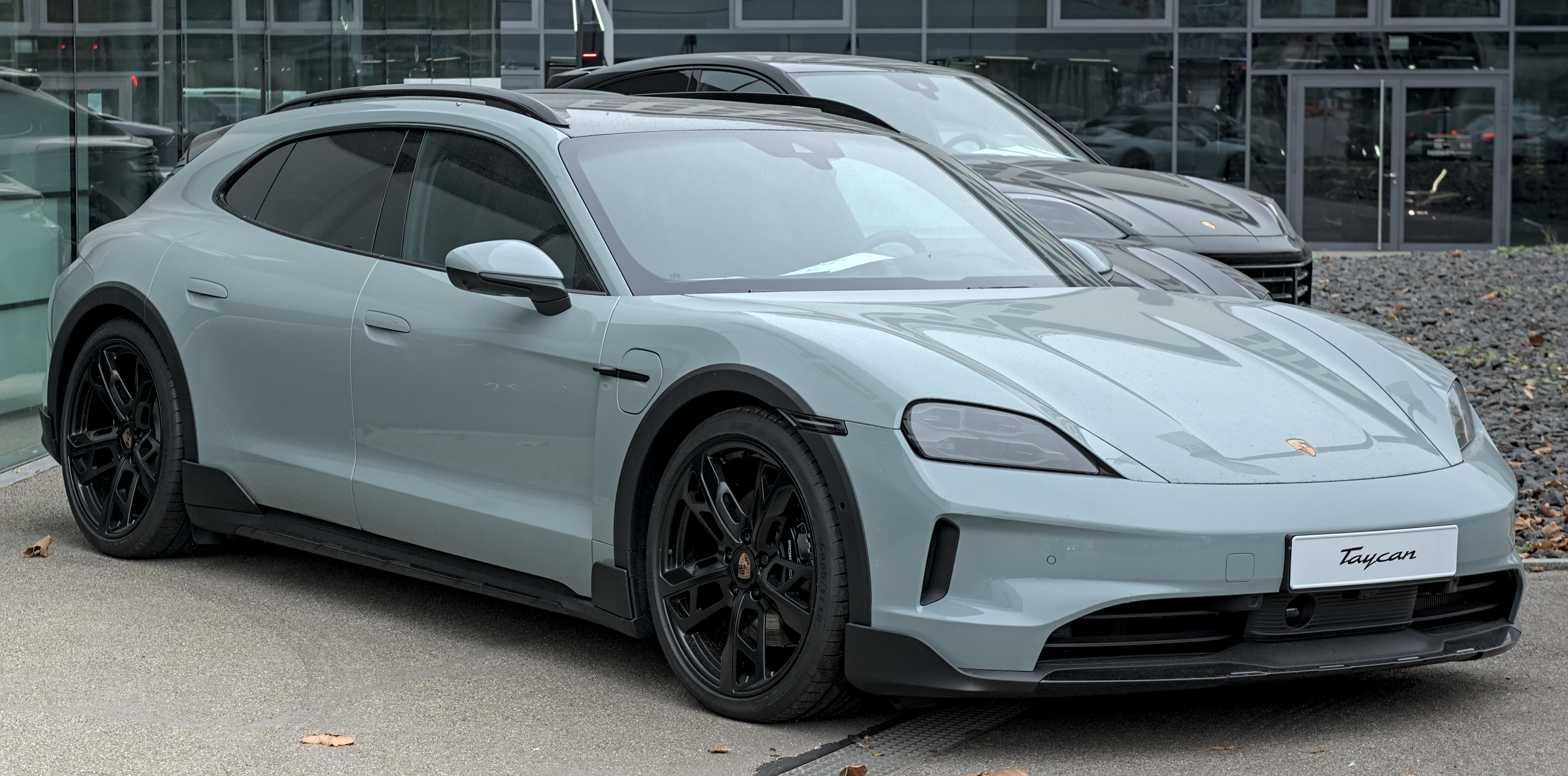
Porsche Taycan Cross Turismo (з 2024)

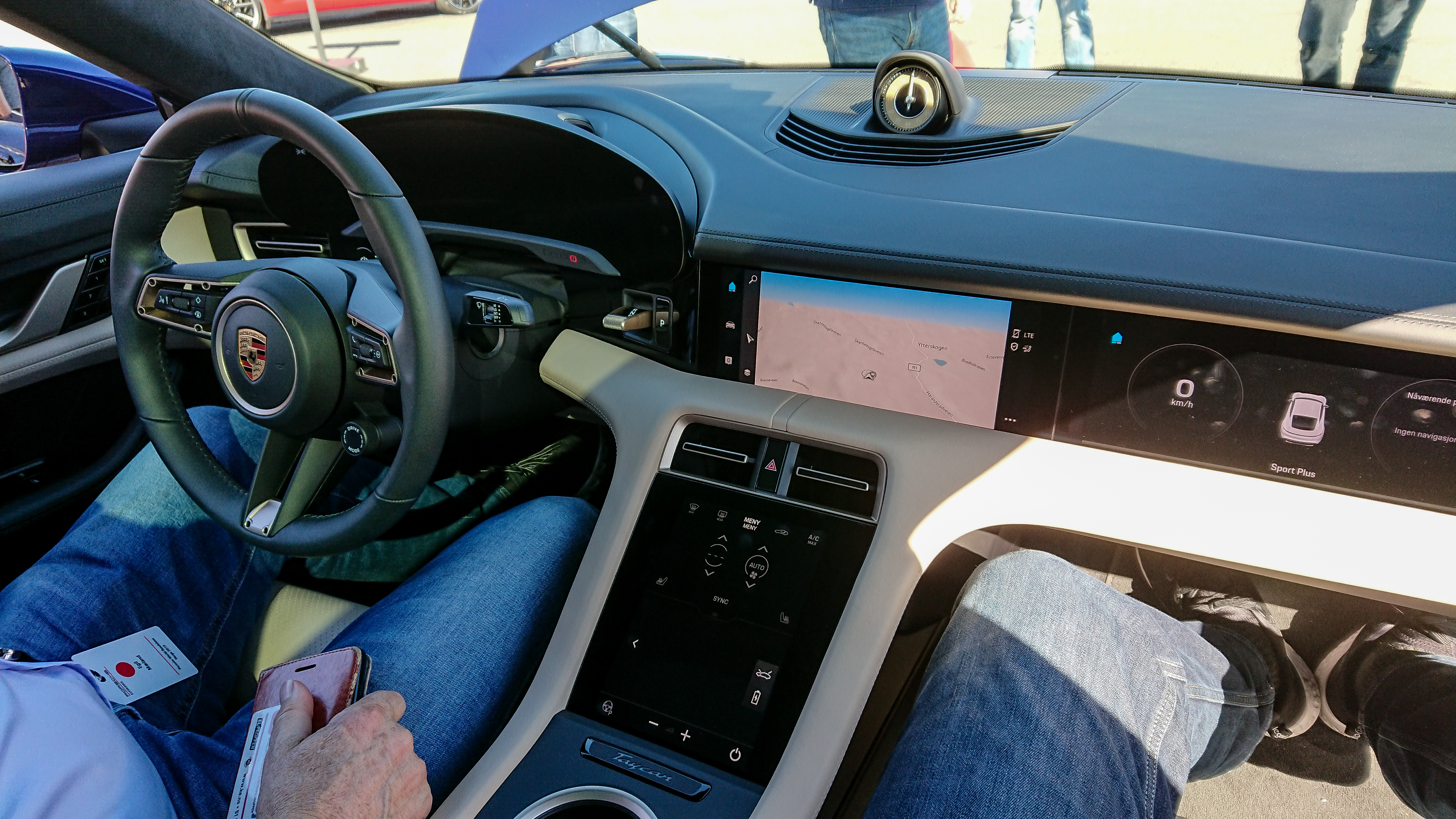

Концепт-кар Porsche Mission E вперше показали на Міжнародному автосалоні у Франкфурті в 2015 році. Це перший повноцінний електромобіль Porsche, за винятком історичних моделей на зразок Porsche P1 і Lohner-Porsche, розроблені Фердинандом Порше. За заявою голови Porsche Олівера Блума (англ. Oliver Blume) журналу CAR Magazine, зробленому у вересні 2017 року, автомобілі проєкту Mission E будуть «коштувати як і Panamera початкового рівня», ціна яких починається від 85 000 доларів США. Електромобіль планувався до продажу в декількох варіантах з різними характеристиками подібно іншим моделям Porsche. Також ця модель в майбутньому може стати базою, на основі якої буде формуватися модельний ряд платформи Mission E.
У червні 2018 року на церемонії «70 років спортивним автомобілям» (англ. 70 years of sports cars), влаштованої Porsche, оголосили, що серійний автомобіль проєкту Mission E буде називатися Porsche Taycan, що перекладається з турецької мови як «швидкий молодий кінь»; це відсилання до жеребця на тлі герба Штутгарта з емблеми Porsche.
Автомобіль побудований на новій платформі PPE (Premium Platform Electric) спільно з Audi e-tron GT. Це перший серійний автомобіль з напругою бортової мережі 800 В замість звичайних 400 В, як у інших електрокарах. Зарядити акумулятор від мережі зарядок високої потужності з постійним струмом можна буде за трохи більше, ніж 5 хвилин, а діапазон ходу складе до 100 км (відповідно до WLTP). Час зарядки акумулятора від 5% до 80% становить 22,5 хвилини.
Всі моделі обладнані системою Launch Control.
Taycan Turbo S розганяється від 0 до 100 км/год за 2,8 секунди, а Taycan Turbo розганяється до 100 км/год за 3,2 секунди. Запас ходу Porsche Taycan Turbo S становить до 412 км, а Porsche Taycan Turbo - до 450 км (згідно WLTP). Максимальна швидкість обох моделей становить 260 км/год.
Porsche Taycan пройшов Північну петлю Нюрбургрингу за 7:42.
У 2021 модельному році Porsche представив кілька оновлень для Taycan. Виробник додав базову одномоторну задньопривідну версію електрокара, яка коштує дешевше інших комплектацій. Також у власників Porsche Taycan з'явилась можливість отримувати оновлення "по повітрю". 
Інформаційно-розважальна система Porsche Communication Management об'єднує 16,8-дюймову панель приладів та 10,9-дюймовий центральний екран в єдину систему.
Porsche оновив Taycan для 2025 модельного року. Електромобіль отримав батарею Performance Battery Plus на 105 кВт/год. Тривалість швидкої зарядки електрокара з 10% до 80% скоротилась до 18 хвилин. Також Porsche представив версію Taycan Turbo GT з піковою потужністю 1019 к.с.

### Porsche Taycan Cross Turismo

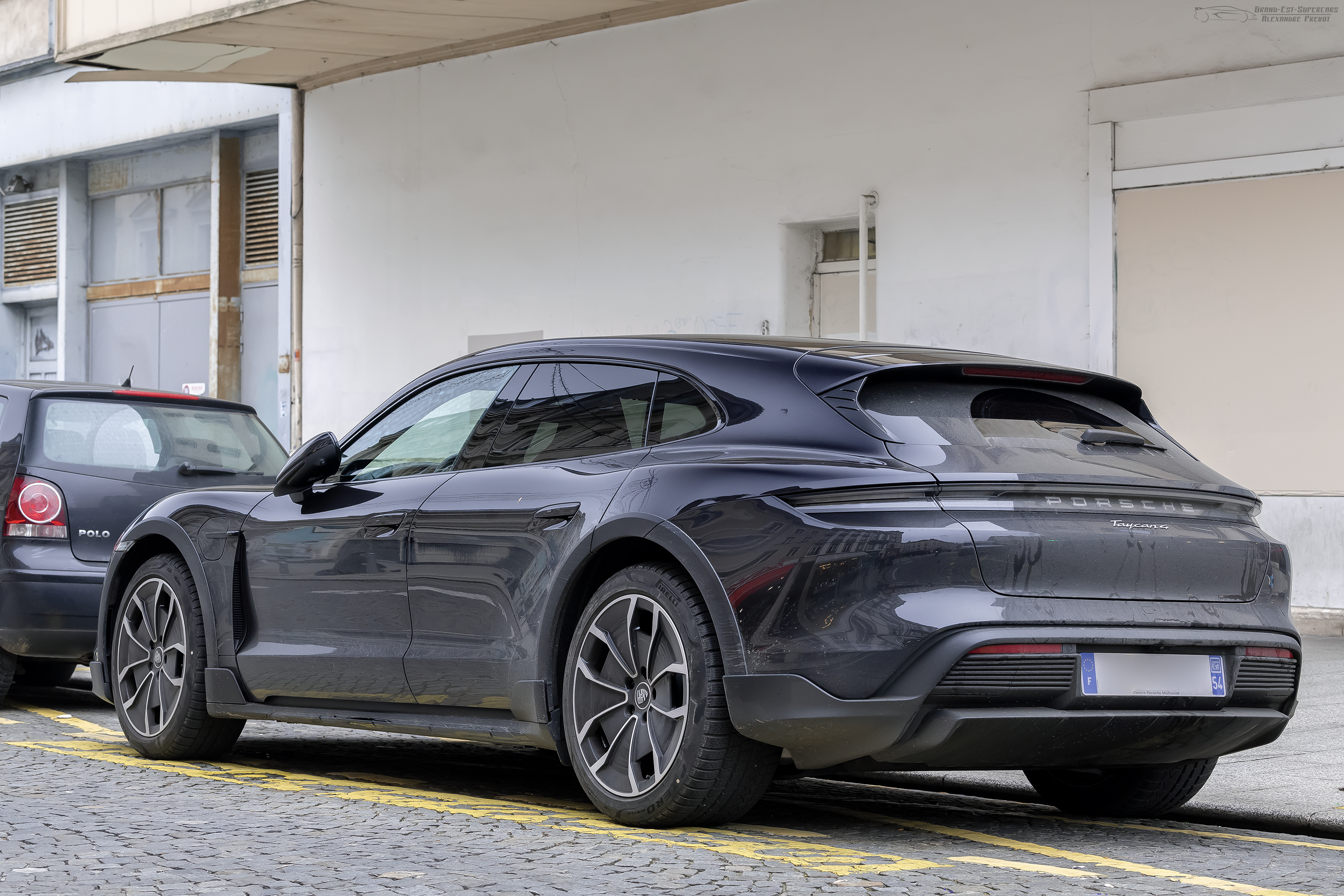
Porsche Mission Turbo 4 Cross Turismo

4 квітня 2021 дебютував п'ятидверний електричний універсал класу "E" Porsche Taycan Cross Turismo, створений на основі седана. Праобразом автомобіля був концепт-кар Porsche Mission E Cross Turismo 2018 року.

### Porsche Taycan Sport Turismo

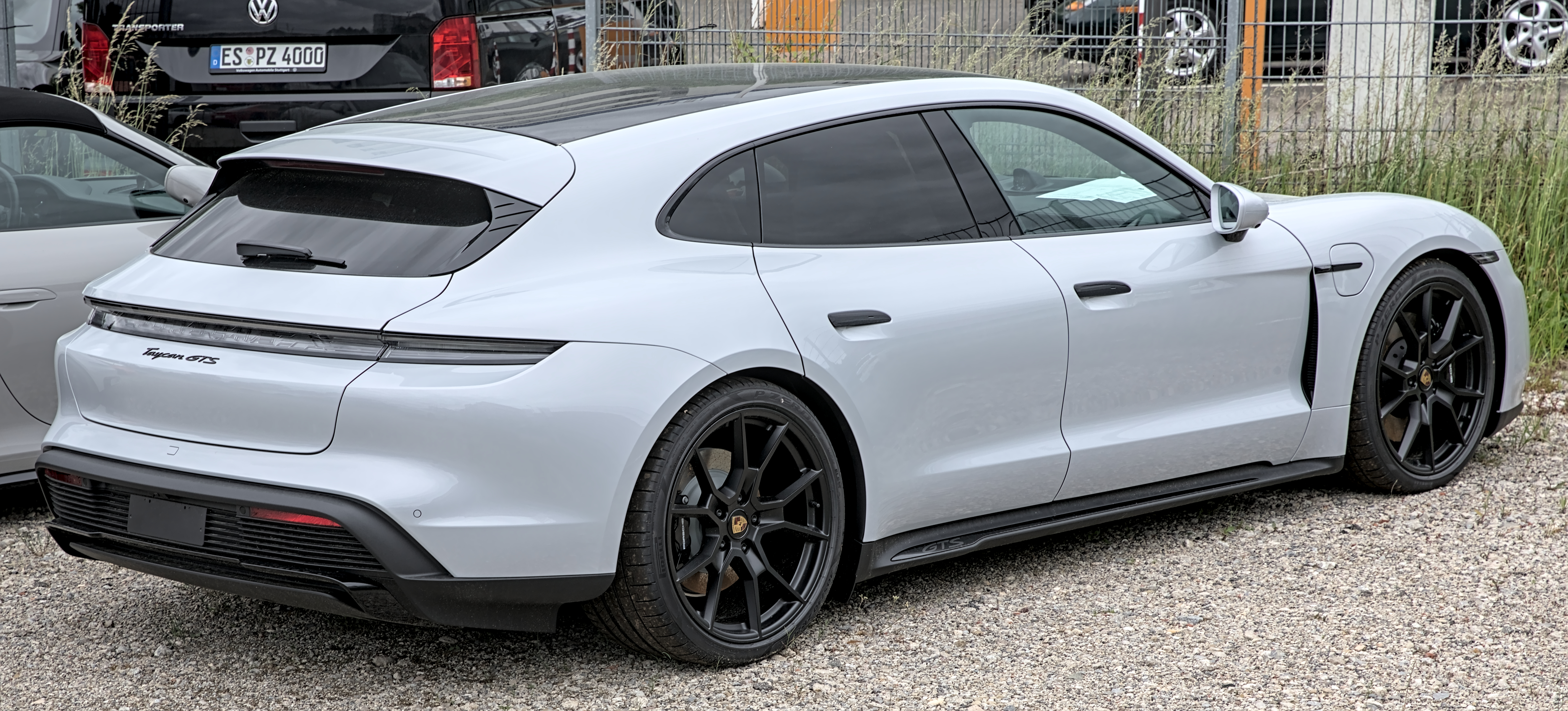
Porsche Taycan Sport Turismo GTS

Sport Turismo поділяє профіль універсала/shooting brake з Cross Turismo, але без елементи стилю кросовера. Крім того, усі моделі Cross Turismo є повнопривідними, а модель із заднім приводом доступна для Sport Turismo (як базовий Taycan Sport Turismo). Багажне відділення вміщує до 446 л у порівнянні з 407 л місткістю седана. Зі складеними задніми сидіннями в Sport/Cross Turismo доступний вантажний простір об’ємом до 1212 л.

### Безпека
Porsche Taycan 2020 року поставляється в стандартній комплектації з камерою заднього виду, парктроніками, системою розпізнавання дорожніх знаків, системою утримання смуги руху, адаптивними фарами, попередженням при лобовому зіткненні і автоматичним екстреним гальмуванням.
Доступні функції допомоги водієві включають в себе моніторинг сліпих зон, адаптивний круїз-контроль, камеру з об'ємним оглядом і камеру нічного бачення.

### Модифікації
| Назва                      | Потужність | Крутний момент | Ємність акумуляторів | Пробіг (WLTP) |
| -------------------------- | ---------- | -------------- | -------------------- | ------------- |
| Taycan                     | 408 к.с.   | 345 Нм         | 79,2 kWh             | 354–431 км    |
| Taycan Performance Plus    | 476 к.с.   | 385 Нм         | 93,4 kWh             | 407–484 км    |
| Taycan 4                   | 476 к.с.   | 500 Нм         | 93,4 kWh             | 389–456 км    |
| Taycan 4S                  | 530 к.с.   | 640 Нм         | 79,2 kWh             | 333–407 км    |
| Taycan 4S Performance Plus | 571 к.с.   | 650 Нм         | 93,4 kWh             | 463 км        |
| Taycan GTS                 | 598 к.с.   | 850 Нм         | 93,4 kWh             | 439–504 км    |
| Taycan Turbo               | 625 к.с.   | 850 Нм         | 93,4 kWh             | 381–450 км    |
| Taycan Turbo S             | 761 к.с.   | 1050 Нм        | 93,4 kWh             | 388–412 км    |
| Taycan Turbo GT            | 1010 к.с.  | Нм             | 93,4 kWh             | 388 км        |

## В Україні
Модель продається в Україні.
У липні 2021 року компанія встановила найпотужнішу зарядну станцію в Україні — Porsche Turbo Charger. Її потужність складає 320 кВт. Станція розташована в дилерському центрі компанії біля Києва, шосе із Києва до Борисполя (село Чубинське). Зарядити Porsche Taycan на такій станції від 5 % до 80 % можна приблизно за 15 хвилин. Для Porsche Taycan зарядка буде безкоштовною, а для власників інших марок авто зарядка буде платною, доступ до неї буде надано пізніше.

### Виробництво
Загалом у 2019 році було випущено 1386 Porsche Taycan. У 2020 році поставки в усьому світі зросли до 20 015 і було виготовлено 29 450 Taycan. У наступному році виробництво зросло до 37 720 автомобілів.
| рік    | авто    | джерело |
| ------ | ------- | ------- |
| 2019   | 1.386   | [ 5 ]   |
| 2020   | 29.450  | [ 7 ]   |
| 2021   | 37.720  | [ 8 ]   |
| 2022   | 34.801  | [ 9 ]   |
| всього | 103.357 |         |